# 和泉西国三十三箇所
和泉西国三十三箇所（いずみさいごくさんじゅうさんかしょ）は、大阪府南部の旧和泉国にある観音霊場。
江戸時代の貞享年間（1684年 - 1687年）に「泉州三十三所」として初見されることから、江戸時代初頭には成立していたとされる。成立当初の札所と、現在の札所は大きく異なる。

## 霊場一覧
| No.  | 山         | 寺       | 宗派・寺格     | 観音           | 所在地                           |
| ---- | ---------- | -------- | -------------- | -------------- | -------------------------------- |
| 1    | 槙尾山     | 施福寺   | 天台宗         | 千手観音       | 大阪府和泉市槇尾山町136          |
| 2    | 天王山     | 佛並寺   | 高野山真言宗   | 十一面千手観音 | 大阪府和泉市仏並町330            |
| 3    | 護国山     | 国分寺   | 高野山真言宗   | 千手千眼観音   | 大阪府和泉市国分町627            |
| 4    | 休所山     | 森光寺   | 高野山真言宗   | 十一面観音     | 大阪府和泉市室堂町291            |
| 5    | 補陀洛山   | 放光寺   | 高野山真言宗   | 千手観音       | 大阪府堺市南区美木多上177        |
| 6    | 法光山     | 来迎寺   | 高野山真言宗   | 十一面観音     | 大阪府堺市南区大庭寺987          |
| 7    | 普陀山     | 海岸寺   | 黄檗宗         | 十一面観音     | 大阪府堺市中区平井933-1          |
| 8    | 岩室山     | 観音院   | 高野山真言宗   | 十一面観音     | 大阪府堺市南区岩室213            |
| 9    | 毛須山     | 法華寺   | 日蓮宗         | 十一面千手観音 | 大阪府堺市北区百舌鳥梅町1-167    |
| 10   | 神栄山     | 長谷寺   | 真言宗豊山派   | 十一面観音     | 大阪府堺市堺区宿院町東3-2-5      |
| 11   | 乳岡山     | 念佛寺   | 浄土宗         | 十一面観音     | 大阪府堺市堺区浜寺石津町東3-11-5 |
| 12   | 瑞龍山     | 観音寺   | 浄土宗         | 十一面観音     | 大阪府和泉市上代町801            |
| 13   | 新宮山     | 龍雲寺   | 禅宗           | 如意輪観音     | 大阪府和泉市伯太町5-12-13        |
| 14   | 明王山     | 往生院   | 真言宗御室派   | 十一面観音     | 大阪府泉南市信達牧野1248         |
| 15   | 円通山     | 成福寺   | 高野山真言宗   | 十一面観音     | 大阪府和泉市芦部町169            |
| 16   | 観海山     | 観音堂   | 真言宗御室派   | 十一面観音     | 大阪府泉大津市戎町8-15           |
| 17   | 宝林山     | 聖徳寺   | 高野山真言宗   | 十一面千手観音 | 大阪府泉大津市豊中町2-12-14      |
| 18   | 市舒山     | 宝国寺   | 浄土宗         | 十一面千手観音 | 大阪府和泉市府中町6-9-35         |
| 19   | 霊芝山     | 長命寺   | 高野山真言宗   | 十一面観音     | 大阪府和泉市黒鳥町1-12-24        |
| 20   | 赤田山     | 観音寺   | 浄土宗         | 十一面千手観音 | 大阪府和泉市観音寺町128          |
| 21   | 阿弥陀山   | 松尾寺   | 天台宗         | 如意輪観音     | 大阪府和泉市松尾寺町2168         |
| 22   | 大慈山     | 朝光寺   | 高野山真言宗   | 十一面観音     | 大阪府岸和田市積川町313          |
| 23   | 竜臥山     | 久米田寺 | 高野山真言宗   | 千手観音       | 大阪府岸和田市池尻町934          |
| 24   | 海見山     | 成願寺   | 浄土宗         | 聖観音         | 大阪府岸和田市土生滝町771        |
| 25   | 慈眼山     | 孝恩寺   | 浄土宗         | 十一面観音     | 大阪府貝塚市木積798              |
| 26   | 龍谷山     | 水間寺   | 天台宗         | 聖観音         | 大阪府貝塚市水間638              |
| 27   | 珀谷山     | 吉祥園寺 | 真言宗御室派   | 十一面観音     | 大阪府貝塚市王子703              |
| 28   | 金泉山     | 長慶寺   | 真言宗泉涌寺派 | 如意輪観音     | 大阪府泉南市信達市場815          |
| 29   | 一乗山     | 金熊寺   | 真言宗御室派   | 如意輪観音     | 大阪府泉南市信達金熊寺813        |
| 30   | 平野山     | 長楽寺   | 真言宗犬鳴派   | 十一面観音     | 大阪府阪南市鳥取中725            |
| 31   | 躑躅山     | 林昌寺   | 真言宗御室派   | 如意輪観音     | 大阪府泉南市信達岡中395          |
| 32   | 円通山     | 観音寺   | 臨済宗妙心寺派 | 聖観音         | 大阪府阪南市箱作1391             |
| 33   | 西方山     | 極楽密寺 | 真言宗善通寺派 | 聖観音         | 大阪府泉南市馬場1-16-1           |
| 客番 | 竜興山     | 南宗寺   | 臨済宗大徳寺派 | 聖観音         | 大阪府堺市堺区南旅篭町東3-1-2    |
| 客番 | 大井堰御坊 | 慈眼院   | 真言宗御室派   | 千手観音       | 大阪府泉佐野市日根野626          |
| 客番 | 長岡山     | 中央寺   | 黄檗宗         | 十一面観音     | 大阪府和泉市王子町               |